# Diplazon schachti
Diplazon schachti är en stekelart som beskrevs av Diller 1986. Diplazon schachti ingår i släktet Diplazon och familjen brokparasitsteklar. Inga underarter finns listade i Catalogue of Life.